# Anna Gryc
Anna Gryc (16 de octubre de 1999) es una deportista polaca que compite en atletismo, especialista en las carreras de velocidad. Ganó una medalla de plata en el Campeonato Mundial de Atletismo en Pista Cubierta de 2025, en la prueba de 4 × 400 m.

## Palmarés internacional
| Campeonato Mundial en Pista Cubierta | Campeonato Mundial en Pista Cubierta | Campeonato Mundial en Pista Cubierta | Campeonato Mundial en Pista Cubierta |
| Año                                  | Lugar                                | Medalla                              | Prueba                               |
| ------------------------------------ | ------------------------------------ | ------------------------------------ | ------------------------------------ |
| 2025                                 | Nankín (China)                       | Medalla de plata                     | 4 × 400 m                            |